# Халданский район
Халданский район (азерб. Xaldan rayonu / Халдан рајону) — административно-территориальная единица Азербайджанской ССР, существовавшая в 1943—1956 годах. Административным центром района являлось село Халдан.

## История
Халданский район был образован 8 октября 1943 года в составе Азербайджанской ССР из 5 сельских советов Агдашского района и 1 поселкового и 1 сельского совета Нухинского района.
С 3 апреля 1952 года по 23 апреля 1953 года входил в Гянджинскую область.
4 декабря 1956 года Халданский район был упразднён, а его территория разделена между городом Мингечевир, Агдашским и Нухинским районами.
В районе издавалась газета «Халдан памбыгчысы».